# صراع الآلهة
صراع الآلهة (بالإنجليزية: Clash of the Gods)‏ مسلسل تلفزيوني أمريكي. بث لأول مرة في 3 أغسطس 2009 على قناة التاريخ التلفزيونية. يُغطي البرنامج العديد من قصص الآلهة اليونانية القديمة والإسكندنافية، والوحوش والأبطال الأسطوريين، مثل هرقل، وميدوسا، ومينوتور، وأوديسيوس وزيوس.